# Laricola
Laricola — викопний рід сивкоподібних птахів вимерлої родини Laricolidae, що існував на початку міоцену (23-20 млн років тому). Рештки представників роду знайдені у Франції.

## Історія досліджень
У 1863 році французький палеонтолог Альфонс Мілн-Едвардс описав новий вид викопних птахів Larus desnoyersii, який розмістив у роді мартин (Larus) родини мартинових (Laridae). У 1867 році він окреслив також нові види Larus elegans та Larus totanoides. У 2002 році цих три види запропоновано виділити в окремий рід Laricola у родині мартинових. У 2011 році команда дослідників під керівництвом Ванеси де П'єтрі описали ще два види та вирішили виокремити рід Laricola у монотипову родину Laricolidae.

## Види
- Laricola desnoyersii, Milne-Edwards 1863
- Laricola elegans, Milne-Edwards 1867
- Laricola intermedia, De Pietri et al. 2011
- Laricola robusta, De Pietri et al. 2011
- Laricola totanoides, Milne-Edwards 1867